# John Flaxman
John Flaxman (ur. 6 lipca 1755 w Yorku, zm. 7 grudnia 1826 w Londynie) – angielski rzeźbiarz i rysownik; przedstawiciel klasycyzmu. 

## Życiorys
Był synem Johna Flaxmana, bratem rzeźbiarza Williama Flaxmana, a malarka Mary Ann Flaxman była jego przybraną siostrą.
W latach 1775–1787 pracował dla Josiaha Wedgwooda, właściciela znanej firmy produkującej luksusową porcelanę, projektując medaliony portretowe i plakietki. W 1778 ukazały się jego ilustracje do dzieł Homera, inspirowane greckim malarstwem wazowym; prace te przyniosły mu międzynarodowy rozgłos.
W 1810 został pierwszym profesorem rzeźby w Akademii Królewskiej.

## Twórczość
Rzeźbił pomniki kościelne. Do jego dzieł należą m.in. pomnik Nelsona w katedrze św. Pawła w Londynie oraz Burnsa i Kemble'a w Opactwie Westminsterskim.